# 林培兴
拿督林培兴（1957年—），前马来西亚国会上议院上议员，前马来西亚华人公会柔佛州联委会署理主席，马华公会巴莪区会主席，马来西亚柔佛州麻坡县巴莪人。

## 生平
1957年，林培兴在马来西亚柔佛州昔加末县利民达出生。

## 加入马华
1982年，林培兴加入马华公会。林培兴同志曾担任马华公会东甲县议会县议员长达10年。
2009年至2015年，林培兴担任时任马来西亚副首相丹斯里慕尤丁的特别官员。
2022年3月18日，马华公会副组织秘书廖国赈同志率领包括林培兴同志和马华中央委员陈传平同志在内的三人小组接管由原任区会主席吴池池领导的马华礼让区会区会。
2022年6月1日，马华中央接管礼让区会三人小组召开礼让区会属下支会主席会议，出席的16个支会主席支持重振马华公会礼让区会。

## 就任上议员
2022年6月26日，柔佛州议会正是通过委任马华公会柔州联委会署理主席拿督林培兴为国会上议员。
2022年8月8日，林培兴宣誓就任国会上议员。